# Inez Haynes Irwin
Inez Haynes Gillmore Irwin, född 2 mars 1873 i Rio de Janeiro, död 25 september 1970 i Scituate, Massachusetts, var en amerikansk feminist och författare.
Irwin grundade 1900, tillsammans med Maud Wood Park, College Equal Suffrage League, vilken var en betydelsefull nationellt omfattande organisation som verkade fram till 1916. Hon var även medlem av nationella rådgivande rådet i National Woman's Party, men Irwin är främst betydande som kvinnohistoriker. Av hennes skrifter kan nämnas Story of the Woman's Party (1921), och Angels and Amazons: A Hundred Year of American Women (1933). Hon skrev även flera romaner, varav vissa speglar hennes feministiska engagemang, men blev mest populär som barnboksförfattare. Irwin var även verksam vid World Center for Women’s Archives, som grundades 1936 av Mary Ritter Beard, men av ekonomiska skäl tvingades upphöra redan 1940.